# セオドア・ドライサー
セオドア・ハーマン・アルバート・ドライサー（英語: Theodore Herman Albert Dreiser, 1871年8月27日 - 1945年12月28日）は、アメリカ合衆国の作家。

## 経歴
インディアナ州テレホートで、ドイツ系移民（ローマ・カトリック）の父とチェコ系移民（メノー派）の母との間に、13人兄弟の12番目の子として生まれる。父親の事業が失敗したせいで一家は貧しかった。14歳年上の兄ポール・ドレッサーは19世紀末に活躍した作曲家・俳優であり、ドライサーは短編集『Twelve Men』(1919年)の一編“My Brother Paul”で兄の人生について書いている。
16歳で家を飛び出したドライサーは、様々な職業を経て新聞記者となり、セントルイス、ピッツバーグ、ニューヨークなど各地を転々とする一方で、ホーソーン、ポー、バルザック、ハーバート・スペンサー、ジョン・ティンダル、トマス・ハックスリー、フロイトなどの著作を耽読する。幅広い社会を経験すると同時に、現実社会を科学的に把握する方法論を学んだ。
1900年、中西部の田舎からシカゴに出てきた貧しい娘が妻子ある男と駆け落ちし、ニューヨークで女優として成功し、一方男は対照的に転落していく様を描いた『シスター・キャリー』で作家デビューを果たす。主人公のアンモラルな人物造型が物議を醸し、初版はほとんど売れなかった。
1925年、代表作『アメリカの悲劇』を発表する。貧しい青年が出世のために恋人を殺害してまで上流階級に登ろうとするが、結局は環境に弄ばれて死刑になるまでを描いたこの作品は、アメリカ自然主義文学の傑作とされ、1998年にランダム・ハウス、モダン・ライブラリー編集部が選出した「英語で書かれた20世紀のベスト小説100」では16位に選ばれるなど、英米での評価が高い（ちなみに『シスター・キャリー』は33位）。また、1931年にジョセフ・フォン・スタンバーグ監督により『アメリカの悲劇』（An American Tragedy）として映画化され、1951年にジョージ・スティーヴンス監督により『陽のあたる場所』（A Place in the Sun）として映画化された。
怪奇現象研究家のチャールズ・フォートの著作に熱中し、1931年にはフォーティアン協会 (Fortean Society) の創立に参加。
長い間、正当な評価を受けることが少なかったが、生誕100周年を迎えた1970年代以降に再評価が進み、現在ではマーク・トウェインらと並ぶアメリカ文学の父として、不動の地位を築いている。

## 主要作品

### フィクション
- 『シスター・キャリー』Sister Carrie 1900年
  - 小津次郎訳 1951年
  - 村川隆訳「黄昏」角川書店（角川文庫） 1954年
  - 村山淳彦訳　岩波書店（岩波文庫） 1997年
- 『ジェニー・ゲルハート』Jennie Gerhardt 1911年
  - 高垣松雄訳、1932年　のち新潮社（新潮文庫）
- The Financier 1912年
- The Titan 1914年
- The "Genius" 1915年
- Free and Other Stories 1918年
- 『アメリカの悲劇（英語版）』An American Tragedy 1925年
  - 田中純訳 大衆公論社 1930年

早川書房 1950年、のち『陽のあたる場所』早川書房（HAYAKAWA POCKET BOOKS、1953年
  - 大久保康雄訳 『世界文学全集 第三期19』河出書房 1958年 のち新潮社（新潮文庫 上下） 1960年、新装再版 1978年
  - 橋本福夫訳　角川書店（角川文庫 上下） 1963年 - 1968年
  - 宮本陽吉訳　集英社（世界文学全集） 1975年
  - 村山淳彦訳　花伝社 上下 2024年
- Chains: Lesser Novels and Stories 1927年
- 『とりで』The Bulwark 1946年
  - 上田勤訳 河出書房（二十世紀文学選集） 1952年
- The Stoic 1947年

### ノンフィクション
- 『大都会の色彩』The Colour of a Great City 1923年
  - 本間立也訳 不動書房 1933年
- 『夜明け』Dawn 1931年

### 全集等
- 『世界大衆文学全集72』 改造社 1937年
  - 木村毅訳「私刑」
- 杉木喬、滝川元男訳『田舎医者・自由』 英宝社（英米名作ライブラリー） 1957年
  - 全4作「亡妻フィービー」/「自由」/「暗影」/「田舎医者」
- 斎藤光、木内信敬訳 『亡き妻フィービ・アルバーティン』 南雲堂 1960年
- 『世界文学全集63・64　ドライサー』 集英社、1978年
  - 「アメリカの悲劇」宮本陽吉訳
- 『世界文学全集87』 講談社 1979年
  - 「ルーシア」橋本福夫訳 / 「アーニータ」井上謙治訳、中短編
- 『ドライサー短編集・人と作品』日高正好訳 EM外語研究所 1983年
- 『ドレイサアの見たソヴイエト・ロシア』下山鎌吉訳 文明協会 1929年